# Jacques Houplain
Pour les articles homonymes, voir Houplain.
 (février 2020).
Si vous disposez d'ouvrages ou d'articles de référence ou si vous connaissez des sites web de qualité traitant du thème abordé ici, merci de compléter l'article en donnant les références utiles à sa vérifiabilité et en les liant à la section « Notes et références ».
Jacques Houplain est un graveur et peintre français né le 10 septembre 1920 à Luneray (Seine-Inférieure) et mort le 22 février 2020 à Cassaignes (Aude).

## Biographie
Jacques Houplain passe son enfance et suit sa scolarité à Paris. 
Il s'inscrit en 1940 aux Beaux-Arts de Paris dans l'atelier de peinture dirigé par Robert Poughéon (1886-1955), mais interrompt ses études pour entrer dans la clandestinité de 1942 à 1945. Il se réinscrit aux Beaux-Arts dans l'atelier de Jean Dupas (1882-1964), fin 1945 et commence à graver à l’eau-forte dès cette année-là. Il est invité à exposer par la société La Jeune Gravure contemporaine à la galerie Sagot - Le Garrec à Paris. Il rencontre Pierre Guastalla, Édouard Goerg (1893-1969), et Kiyoshi Hasegawa.
En 1946, Houplain est nommé membre titulaire de la Jeune gravure contemporaine. Il expose des peintures au Salon des moins de trente ans créé par Madame Schilde-Bianchini. Il est invité à exposer par la Société des peintres-graveurs français à la Bibliothèque nationale et réalise des cartons de vitraux pour le maître verrier Barillet.
Parallèlement à la gravure, il entreprend d’étudier l'histoire de l'art. En 1947, il est boursier pour la Maison Descartes à Amsterdam, ce qui l’amène à se pencher sur l’œuvre gravée d’Hercules Seghers, graveur hollandais du début du XVIIe siècle ayant influencé Rembrandt sur lequel il rédige un mémoire sur les gravures.
Avec l’enseignement supérieur qu’inaugure alors l’école Estienne, il est invité à s’initier à l’éventail des pratiques et techniques bibliophiliques qui lui serviront lors de la réalisation de ses livres illustrés.
Jacques Houplain se marie avec Annie Jentiena Reinders (1925-2011) en 1948.
En 1949, il obtient le prix Abd-el-Tif lui permettant d’être accueilli comme boursier, et pensionnaire pendant deux ans à la villa Abd-el-Tif au-dessus du musée et du jardin d'Essais d’Alger, où il reste jusqu’en 1951.
À son retour en France métropolitaine, Jacques Houplain enseigne l’histoire de l’art à l’École nationale supérieure des arts appliqués, enseignement qu’il donne parallèlement à la continuation de son œuvre gravé.
En 1956, il fait la rencontre de Kiyoshi Hasegawa, graveur japonais expatrié en France, rencontre essentielle dans sa vie et pour son œuvre.
En 1963, il prononce une conférence à la Sorbonne pour la Société française d'esthétique sur le thème « Des rapports interférents : technique à esthétique dans la gravure sur métal et dans la peinture contemporaine ».
Il est le père de deux filles, Titia Houplain et Jacqueline Houplain dite Jacotte, chanteuse et artiste, fondatrice de l'association La Rutile.

### Nominations
- 1948 : Sociétaire du Salon d’automne, section Gravure et section Livre illustré
- 1952 : Membre du Comité national de la gravure française, BnF
- 1956 : Membre de la Société des peintres-graveurs français
- 1969 : Vice-président du Comité national de la gravure française, BnF
- 1989 : Membre de la Société asiatique
- 1993 : Membre d’honneur de la société Pointe et Burin

### Prix et distinctions
- 1949 : Prix Abd-El-Tif, Alger
- 1983 : Prix de gravure à la Biennale de Dreux
- 1994 : Grand Prix Léon-Georges Baudry de la Fondation Taylor

## Publications

### Écrits
- 1957 : Article, résumé de son mémoire sur les gravures d’Hercules Seghers, publié par La Gazette des beaux-arts[7]
- 2010 : Rêveries d'un graveur solitaire

### Illustrations de bibliophilie
- 1947 : Chants de Maldoror, 27 eaux-fortes, Les Francs Bibliophiles
- 1949 : La Genèse, traduction de Lemaître de Sacy, 87 eaux-fortes, édition Jean Porson
- 1952 : Poésies de Sappho, traduction de Th. Reinach, 20 eaux-fortes, édition Jean Porson
- 1953 : Odes amoureuses de Ronsard, 24 eaux-fortes, édition Jean Porson
- 1957 : La Clef des champs inédit d’Henri Bosco, 16 eaux-fortes, édition de l’Empire
- 1959 : Frontispice à l’eau-forte pour Éloge du poème de R. G. Leuck. Illustration de Noces de Camus, 20 eaux-fortes, édition Lubineau
- 1974 : Frontispice pour Rendez-Vous, inédit de Philippe Soupault en présentation des illustrations à l’eau-forte de Ludmilla Balfour pour la société bibliophilique Les Impénitents
- 1989 : Lieux des Crépuscules retrouvés, poèmes de Jean-Charles Gaudy illustrant des gravures de Jacques Houplain
- 1994 : Une illustration pour le recueil de poésies de Walter Strachan, Masks, ed. The Old Stile Press (Oxfordshire)

### Autres
- 1950 : Édition de deux de ses planches[8] par la Société de l’estampe
- 1952 : Édition d'une planche par la Chalcographie du Louvre